# Жил Іаніш
Жил Іáніш (порт. Gil Eanes; [ʒiɫ i'ɐnɨʃ]) — португальський мореплавець XV століття. Був зброєносцем (порт. escudeiro) у португальського принца Енріке Мореплавця. Здійснив кілька морських подорожей вздовж африканського узбережжя. Першим з європейців пройшов на кораблі повз мис Буждур на західноафриканському узбережжі, тим самим  започаткувавши Добу великих географічних відкриттів.

## Біографія
Про дати народження і смерті Жила Іаніша не відомо. Відомо, що у 1433 р. його корабель досяг Канарських островів, але не пройшов мис Буджур.
У 1434 р., за дорученням принца Енріке Мореплавця першим у зафіксованій європейській історії з другої спроби обігнув мис Бодахор (мис. Буждур), який вважався до того неподаланним. Це досягнення спричинило початок Доби великих географічних відкриттів. До Іаніша було скоєно п'ятнадцять невдалих спроб обійти цей мис.
У своїх донесеннях він вказував, що судну вдалося пройти на 50 ліг уздовж африканського узбережжя далі мису Буждур, і ніде не було помічено слідів присутності явних ворогів, причому «плисти під вітрилами тут так само легко, як і у нас вдома, а країна ця багата і усього в ній в достатку» .

В наступному, 1435 році, принц Енріке знову відправив Жила Іаніша з інструкціями дослідити узбережжя далі за мисом Бодахор. Цього разу Іаніша супроводжував другий корабель — баринела під командуванням Афонсу Балдайя.

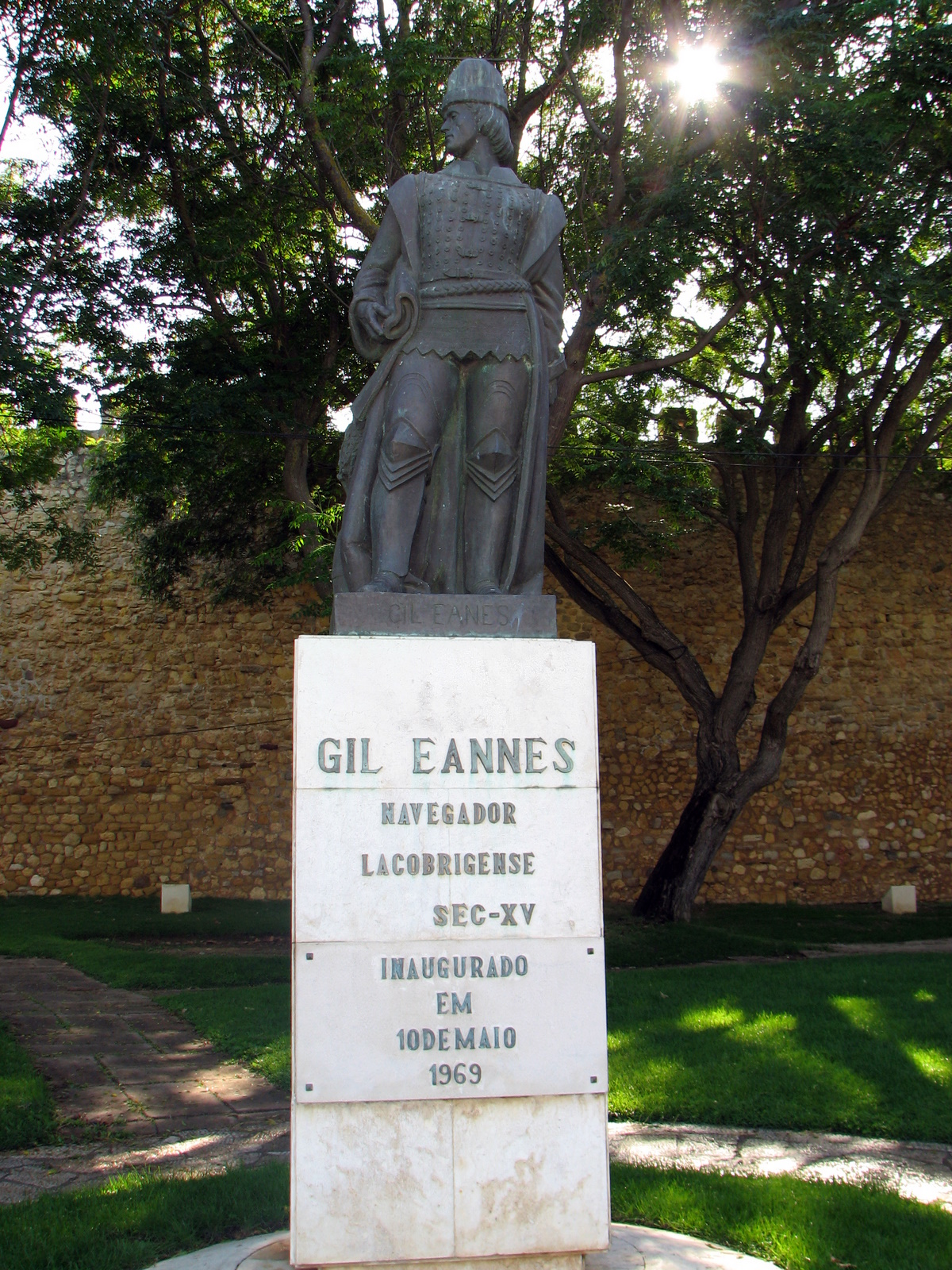
Пам'ятник Жилу Іанішу в місті Лагуш, Португалія

Майже не існує детальної інформації про такий тип судна, як баринела, окрім того, що це було двощоглове вітрильно-весельна судно з глибокою осадкою, яке було більше за однощоглову барку Іаніша і було спеціально спроєктована для дослідження нових берегів (і, таким чином вже могло мати латинське вітрило на другій щоглі). На відміну від Іаніша, немає підтверджень, що Балдайя мав бодай якийсь попередній морський досвід.
Іаніш і Балдайя пропливли на південь від мису Бохадор приблизно 50 ліг (170 км) вздовж переважно безлюдного узбережжя Західної Сахари до затоки, яку вони назвали Angra dos Ruivos (Затока Морських Півнів), через велику кількість морських півнів, виловлених командою в місцевих водах. Іаніш і Балдайя бачили деякі сліди присутності людини (відбитки людей і верблюдів), але самих людей так і не зустріли.
- Angra dos Ruivos (Затока Морських Півнів) — 24°40′ пн. ш. 14°56′ зх. д.

Після цих подій ім'я мореплавця довгий час не фігурує в літописах. Через десять років він згадується як учасник комерційних експедицій на посаді другого капітана, ще два роки по потому, у 1446 — як командир флагманського корабля в кампанії проти маврів у Північній Африці.